# Orlova meglica
Orlóva meglíca (tudi Ôrlova ~; znana tudi kot Messier 16, M16 ali NGC 6611) je mlada razsuta kopica v ozvezdju Kače. Povezana je z difuzno emisijsko meglico, oziroma z območjem H II, ki nosi kataloško oznako IC 4703.
Oddaljenost meglice od Zemlje je približno 2,15 kpc (7000 sv. l.). Kopico je v letih 1745 in 1746 odkril švicarski astronom in matematik Jean-Philippe Loys de Chéseaux. Charles Messier je 3. junija 1764 odkril še meglico.
Ta grozljiva, temna meglica je steber hladnega plinskega molekularnega vodika in prahu, kjer nastajajo nove zvezde. Zvezde nastajajo znotraj dobro vidnih, prstni konici podobnih, izbočin, ki se širijo na vrhu stebra. Vsaka takšna »prstna konica« je malo večja od našega Osončja.